# Це життя для тебе
Це життя для тебе (нім. Die Zeit, die man Leben nennt) —- німецький фільм Шарона фон Вітерсхайм, головну роль в якому виконав Костя Уллман. Зйомки кінофільму проходили в Мюнхені. Прем'єра відбулася 4 січня 2008 року.

## Сюжет
На щорічному фортепіанному конкурсі молодий талановитий хлопець Лука Бєрєнт, попри конкуренцію з боку Юрія Ковача, зайняв перше місце. Та на дорозі перед концертним холом Луку збила машина й він лишився паралізованим нижче пояса. Це стало справжнім ударом для хлопця: він покинув свою дівчину Джозефін, яка хотіла продовжувати спілкування з ним, а до інших пацієнтів реабілітаційного центру ставився зверхньо. Одного дня Лука вирішив покінчити життя самогубством, скотившись в озеро. Родерік Штарк, що також прикутий до інвалідного візку, врятував хлопця. Після цього Родеріка, що багато палить, вживає алкоголь та гучно слухає музику, підселили до Луки. Род вибачився за нестерпну поведінку й запропонував товаришувати Луці: спочатку пригостив його спиртом, а згодом відвів на дискотеку. Род розповів, що його покинули і батьки, і дівчина. У Штарка м'язова дистрофія, тому жити чоловікові лишилося небагато — проте він хоче померти не в лікарні. Лука попросив батька знайти їм із Родом помешкання на першому поверсі.
Тим часом наближався час фінального фортепіанного концерту. Род вважає, що Лука має там виступити — по-перше, він грає набагато краще за Юрія Ковача, по-друге, він доведе, що інвалід також може вести повноцінне життя. Батько змайстрував пристрій, завдяки якому Лука зміг натискати педалі на роялі без допомоги ніг. Та Луці все одно відмовили в участі в концерті. Хлопець знав, що це вб'є Рода, тому разом із Джозефіною, вирушив на концерт попри відсутність запрошення. Там він зіграв власний твір — слухаючи його, Родерік помер.

## У головних ролях
- Костя Уллман — Лука Бєрєнт;
- Хіннерк Шьонеманн — Родерік Штарк;
- Фрітц Карл — Оскар Бєрєнт — батько Луки;
- Катя Вейтзенбьок — Лінн — мати;
- Чінні Рашінг — Джозефін — віолончелістка, дівчина Луки.